# Lanthanocephalus clandestinus
Lanthanocephalus clandestinus är en korallart som beskrevs av Williams och William T. Starmer 2000. Lanthanocephalus clandestinus ingår i släktet Lanthanocephalus och familjen Alcyonidae. Inga underarter finns listade i Catalogue of Life.